# Manhua
Manhua (漫畫T, 漫画S, MànhuàP) è il termine cinese utilizzato per indicare i fumetti.

## Storia
I fumetti cinesi includono «tutte le forme e gli stili dei cartoni animati, dei fumetti e dei lianhuantu (storybook illustrati tradizionali)», stando alla definizione fornita da Wendy Siuyi Wong, autore del volume Hong Kong Comics: A History of Manhua. I Lianhuantu differiscono dai fumetti tradizionali in quanto contengono quasi esclusivamente pagine illustrate prive di "nuvolette" o balloon e quindi di dialoghi veri e propri.
La maggior parte dei manhua cinesi è pubblicata sia a Hong Kong, sia a Taiwan, sia nella Cina continentale.
Attualmente, nel mondo esistono diverse case editrici che pubblicano manhua cinesi. La maggior parte di esse sono di lingua inglese, ma ne esistono anche di brasiliane e indonesiane.

## Elenco di serie a fumetti

### Cina
- San Mao 《三毛》 (1935) spesso ritenuto il Charlie Brown/Tintin cinese.
- Líng qì 《灵契》

### Hong Kong
- Dragon Tiger Gate 《龍虎門》
- Feel 100% 《百分百感覺》
- Wind and Cloud or Fung Wan 《風雲》  su cui è basato il film The Storm Riders - I cavalieri della tempesta
- McDull 《麥兜》
- McMug 《麥嘜》 (1988)
- Old Master Q 《老夫子》 (1962)
- The Ravages of Time 《火鳳燎原》(2001 - ongoing)
- Romance of the Three Kingdoms 《三國志》 (1991)
- The World of Lily Wong (1986-2001)
- Young and Dangerous 《古惑仔》 da cui è tratto il film omonimo
- Crouching Tiger Hidden Dragon basato sul film La tigre e il dragone
- The Four Constables
- Heaven Sword & Dragon Sabre basato sul libro omonimo.
- Hero #1 basato sul film Hero[1]
- King of Fighters basato sul videogioco King of Fighters
- Return of the Condor Heroes (Legendary Couple) basato sul libro omonimo
- Weapon of the Gods

### Singapore
- The Celestial Zone 《天界无限》

### Taiwan
- The One 《獨領風騷》 (2005 - ongoing)
- Melancholic Princess 《傾國怨伶》 (1989–1991)
- The King of Blaze《火王》 (1991–1998)
- Youth Gone Wild 《搖滾狂潮》 (1996-2001)
- Bowling King

### Altri
- The Adventures of Chi Xue
- Black Leopard
- Chronicles of the Vampire Hunter
- Oriental Hero
- Para Para
- Saint Legend
- Shaolin Soccer basato sul film Shaolin Soccer
- SNK vs. Capcom basato sul videogioco SNK vs. Capcom
- Story of the Tao
- Top Speed